# Lee Isaac Chung
Lee Isaac Chung, född 1978, är en amerikansk filmregissör.

## Filmografi (i urval)
- 2020 – Minari
- 2024 – Twisters